# 甘尼夫卡 (布利茲紐基區)
48°42′3″N 36°35′36″E / 48.70083°N 36.59333°E
漢尼夫卡（烏克蘭語：Ганнівка）是位於烏克蘭東部的村莊，由哈爾科夫州洛佐瓦區的布利茲紐基市鎮負責管轄。該村始建於1858年，面積0.21平方公里，海拔高度92米，2001年人口174。